# Гергенсвайлер
Гергенсвайлер (нім. Hergensweiler) — громада в Німеччині, знаходиться в землі Баварія. Підпорядковується адміністративному округу Швабія. Входить до складу району Ліндау. Складова частина об'єднання громад Зігмарсцелль.
Площа — 12,06 км2. Населення становить 1888 ос. (станом на 31 грудня 2020).

## Галерея

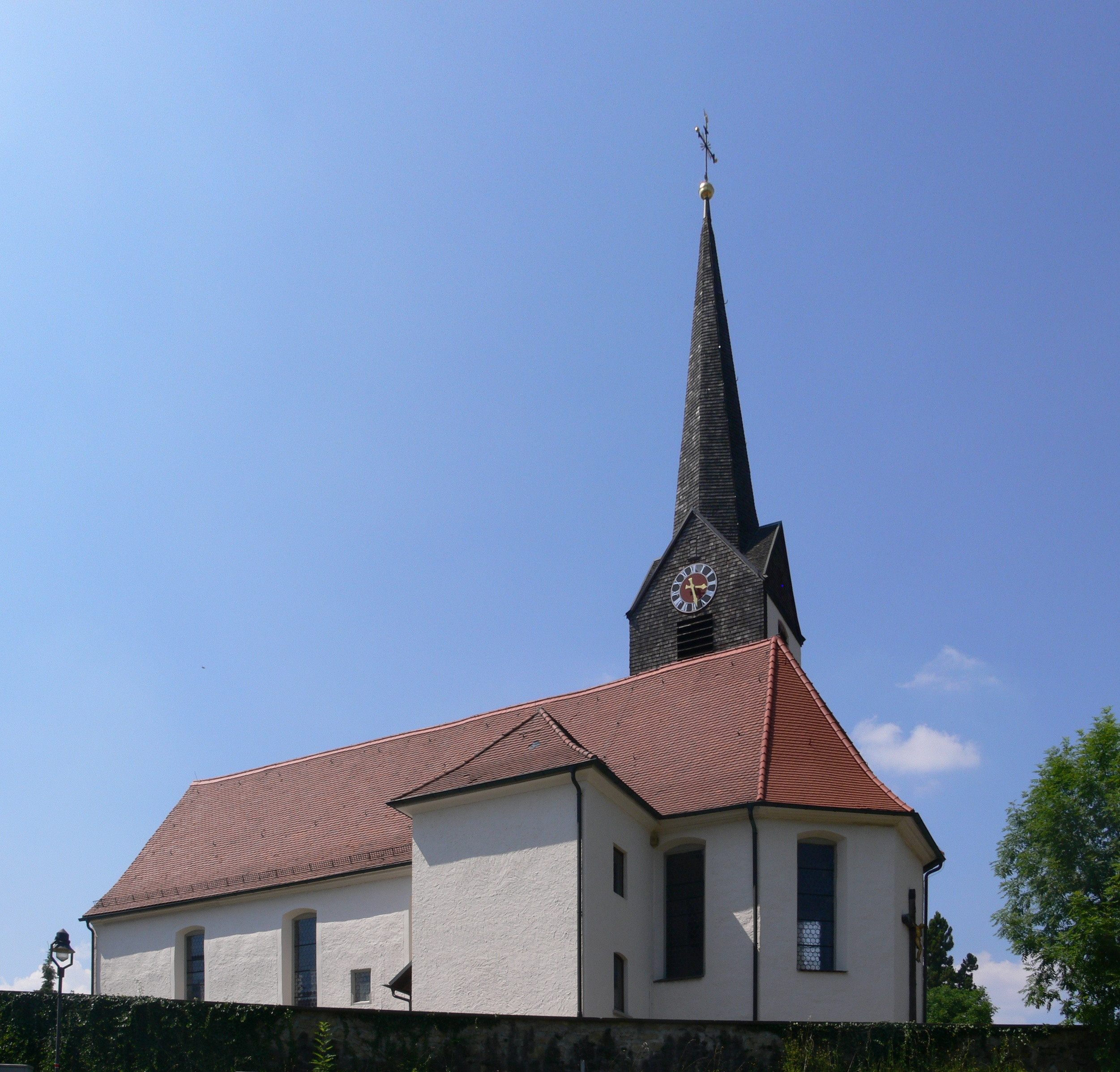
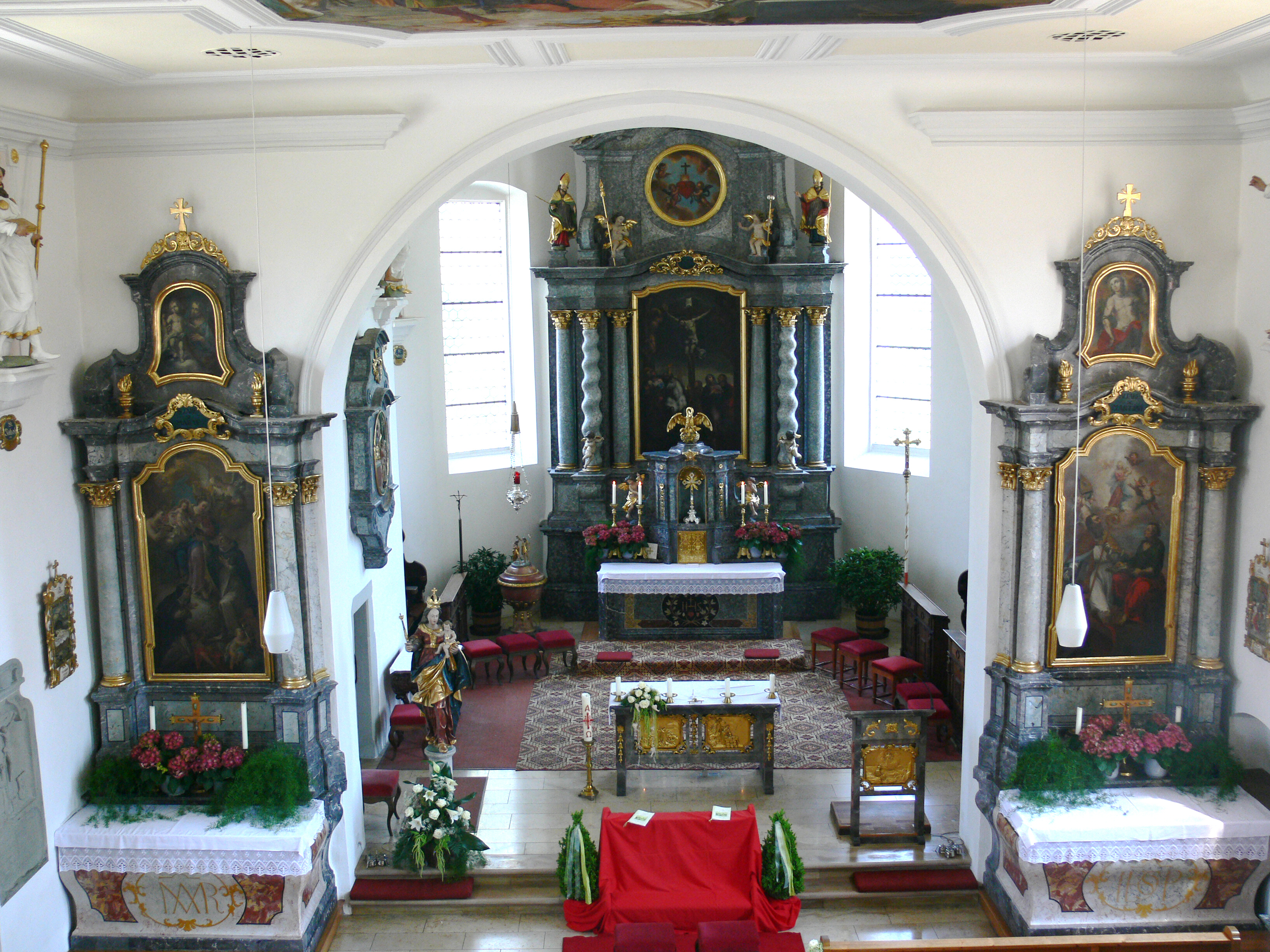